# Британская система наград
Брита́нская систе́ма награ́д (англ. British Honours System) — средство поощрения личной храбрости, достижений или заслуг отдельных лиц перед Соединенным Королевством и британскими заморскими территориями. Система состоит из трёх типов наград: почетные звания, медали и ордена.
- Почетные звания — для признания заслуг в службе;
- Медали — для признания храбрости, долгой или ценной службы, хорошего поведения, участия в кампаниях.
- Ордена — обычно используются для признания конкретных деяний.

Информация о представлении на различные ордена и другие награды обычно публикуется в London Gazette.

## Краткая история
Хотя известно, что английские короли награждали своих верноподданных кольцами и другими знаками уважения, только норманны ввели рыцарство как часть их феодального правления. Первый английский рыцарский орден — орден Подвязки — был создан в 1348 году королём Англии Эдуардом III. С тех пор систему меняли для удовлетворения потребностей выделять другие формы службы Англии (позднее — Великобритании и Соединённому Королевству). Различные рыцарские ордены были созданы наряду с наградами за военную службу, храбрость, достоинства и достижения.

## Современные почести
Как глава государства, суверен остаётся «источником чести», но система определения кандидатов для награждения со временем существенно изменилась. Были созданы различные рыцарские ордена (см. ниже), наряду с наградами и медалями за военную службу, храбрость, достоинства и достижения.
Медали в основном не имеют степеней. Каждая вручается за определённую службу, и обычно имеет конкретные критерии, которые нужно выполнить. Эти критерии могут включать в себя определенный период времени или конкретный географический регион. Медали обычно не выдаются сувереном. Полный список награждённых печатается в «приказе ношения», иногда публикуемом London Gazette.
Ордена делятся на классы и на степени. Комитет ордена решает, какой кандидат заслуживает той или иной степени ордена. Поскольку решения о присвоении ордена обычно субъективны, наградные списки часто вызывают критику. Кандидатов выдвигают общественные или частные организации, правительственные департаменты или простые граждане. В зависимости от ордена составленный комитетами перечень людей подаётся для одобрения премьер-министру, министру иностранных дел или министру обороны перед отправкой суверену для итогового утверждения. Некоторые награды вручаются сугубо по усмотрению Суверена (правителя).
Полный список (содержит приблизительно 1350 имён) печатается дважды в год — на Новый год и в официальный день рождения Суверена. Награды затем выдаются Сувереном или Принцем Уэльским на церемонии вручения.

### Отказ или отзыв
Небольшое число людей отказалось от предложенных им наград. Ордена, медали и почетные звания иногда отзывают, если получивший совершает уголовное правонарушение. Так, например, звания офицера ордена Британской империи был лишён Ким Филби в 1965 году.

## Современные рыцарские ордена
См. также: Рыцарские ордена
Современная система чести состоит из 10 кавалерских орденов.
- Орден Подвязки (основан 1348)
- Орден Чертополоха (1687)
- Орден Бани (1725)
- Орден святого Михаила и святого Георгия (Most Distinguished Order of St Michael and St George, 1818)
- Орден «За выдающиеся заслуги» (Distinguished Service Order, 1886)
- Королевский Викторианский орден (Royal Victorian Order, 1896)
- Орден Заслуг (Order of Merit, 1902)
- Орден Имперской службы (Imperial Service Order, 1903)
- Орден Британской империи (Most Excellent Order of the British Empire, 1917)
- Орден Кавалеров Почёта (Order of the Companions of Honour, 1917)

Уставы каждого ордена указывают размер ордена, использование букв после имени (члены ордена могут использовать буквы после своего имени. Напр. OM (то есть Орден Заслуг), а также вид и порядок ношения знаков различия. Кроме ордена Имперской службы, все ордена имеют свои буквы после имени.

## Старые рыцарские ордена
Ордена создавались в конкретные времена для определённых целей. Иногда в связи с полным исчезновением какой-либо цели, ей соответствующий орден более не выдавался., в основном из-за падения Британской империи в XX столетии. Реформы системы тоже привели к изменениям, например: Орденом Британской империи перестали награждать в Соединённом королевстве в 1993 году, также как и орденом Имперской службы (хотя медали ещё даются).

### Блистательнейшийорден Святого Патрика
Орден Святого Патрика был основан в 1783 году Георгом III для Королевства Ирландия. После отделения Ирландского Свободного государства в 1922 году награждение этим орденом прекратили. Однако члены королевской семьи награждались орденом Святого Патрика вплоть до 1936 года. Последним остававшимся в живых рыцарем был принц Генри, герцог Глостерский, который умер 10 июня 1974 года. Хотя орден и де-факто не вручается, де-юре он все ещё существует и в любой момент может быть вручен кому-либо.

### Королевский Гвельфский орден
Известный также как Ганноверский Гвельфский орден — имеет 3 степени (Рыцарь Великого Креста, Рыцарь-Командор и Рыцарь), он был основан в 1815 году Георгом III, награды выдавались как военным, так и гражданским кандидатам. В Соединённом королевстве время от времени использовался до 1837 года, пока смерть Вильгельма IV не прекратила личную унию с Ганновером. Орден продолжал существовать в течение некоторого времени как национальный орден Ганновера до разгрома и насильственного роспуска королевства Пруссией в 1866 году. Нынешний глава ордена-Эрнст Август Принц фон Ганновер, глава Ганноверского дома. Во время личного Союза Соединенного Королевства и Ганновера он первоначально имел три степени, но сейчас он имеет четыре степени и дополнительный крест заслуг.

### Индийские ордена
- Высочайший орден Звезды Индии (основан в 1861)
- Выдающийся орден Индийской империи (1878)
- Имперский орден Индийской короны (1878)
- Орден Бирмы (награждения проводились с 1940 по 1948)

Эти ордена относились к Британской Индии и сейчас также не используются.
Старший орден — Орден Звезды Индии — разделён на три степени: Рыцаря-Великого Командора, Рыцаря-Командора и Кавалер, из которых первая присваивалась князьям и вождям индийских государств, а также важным британцам, служившим в Индии. Женщины не допускались к получению этих наград. Последним остававшимся в живых кавалером ордена был Рыцарь-командор Махараджа Тедж Сингх Прабхакар Бахадур из Алвара, он умер в феврале 2009 года в возрасте 97 лет.
Младший орден — Орден Индийской империи — был разделён на такие же ранги и тоже исключал женщин. Последним остававшимся в живых кавалером ордена был Рыцарь-Командор Махараджа Мехгаджи III, который умер в Августе 2010 года в возрасте 87 лет
Третий орден, — Орден Индийской короны — использовался исключительно для женщин, последним жившим кавалером ордена (сувереном) была королева Елизавета II. Его членами были жёны и близкие родственницы:
- индийских князей и вождей;
- вице-короля или генерал-губернатора;
- губернаторов Бомбея, Мадраса и Бенгалии;
- Главного государственного секретаря для Индии;
- главнокомандующего Индии.

После получения Индией независимости в 1947 году награждение этими орденами прекращено, но официально они всё ещё существуют и могут быть использованы в любой момент.
Орден Бирмы был создан в мае 1940 года королем Соединенного Королевства Георгом VI для признания подвигов подданных британской колонии Бирма. Этот орден имел одну степень. Первоначально он предназначался для того, чтобы вознаградить за долгую и верную службу военных и служащих органов правопорядка. Этот орден был одним из самых редких, когда в 1948 году, когда Бирма провозгласила независимость, было произведено лишь 33 назначения.

## Современные награды
Современные награды в порядке их ношения:
- Крест Виктории (VC)
- Крест Георга (GC)
- Крест «За выдающуюся храбрость» (CGC)
- Королевский Красный крест 1 класса (RRC)
- Крест «За выдающиеся заслуги» (DSC)
- Военный крест (MC)
- Крест «За выдающиеся лётные заслуги» (DFC)
- Крест Военно-воздушных сил (AFC)
- Королевский Красный крест 2 класса (ARRC)
- Орден Британской Индии (OBI) — не вручался с 1947 года, официально существует.
- Медаль Королевы за отвагу (QGM)
- Медаль Кайсар-и-Хинд — не вручался с 1947 года, официально существует.

## Прочие звания и ордена

### Наследственный пэр
Существует пять рангов наследственного пэрства: герцог, маркиз, граф, виконт и барон. До XIX века все пэрства были наследуемыми.
Наследственное пэрство в настоящее время жалуется, как правило, только членам королевской семьи (последнее по времени пожалование по состоянию на 2018 год — младшему сыну принца Чарльза принцу Гарри, получившему титул герцога Сассекского при женитьбе в 2018 году. Во второй половине XX века несколько раз в виде исключения наследственное пэрство было пожаловано лицам недворянского происхождения: по инициативе Маргарет Тэтчер в 1983 году спикер Палаты представителей Джордж Томас стал виконтом Тонипанди, а его заместитель Уильям Уайтлоу — виконтом Уайтлоу; впрочем, оба не имели сыновей, так что оба титула прекратили своё существование со смертью пожалованных. В том же 1983 году титулом графа Стоктона был пожалован незадолго до смерти бывший премьер-министр Гарольд Макмиллан — для бывших премьер-министров эта честь некогда была традиционной. С тех пор наследственное пэрство не жаловалось, и собственный титул баронессы Тэтчер являлся личным.

### Пожизненный пэр
В практике древней Англии суверен мог ограничить право пэра на передачу титула либо на заседание в парламенте, однако к XIX веку такая практика вышла из употребления. Согласно судебному прецеденту в деле лорда Венслидейла (1856), суверен не мог только одним своим патентом дать такому пожизненному пэру право заседать вместе с наследственными пэрами без согласия Парламента.
Современное пожизненное пэрство было введено Актом об апелляционной юрисдикции 1876 года, который регулировал судебные апелляционные функции Палаты Лордов. Согласно акту, пожизненное пэрство присваивалось так называемым «лордам-законникам» — профессиональным юристам, обязанностью которых было заседать в составе Апелляционного комитета Палаты лордов, не участвуя при этом в заседаниях Палаты. Данное правило было отменено в 1958 году Актом о пожизненном пэрстве, который позволил профессиональным политикам («работающие пэры») и особо заслуженным общественным и культурным деятелям участвовать в заседаниях Палаты лордов; в результате, присвоение наследственных титулов стало весьма редким явлением и ограничивается в основном членами королевской семьи, что практически стало реформой пэрства; постепенно права наследственных пэров были сильно ограничены, включая отмену автоматического права заседать в Парламенте.
Пожизненным пэрам присваивают титул барона, который действует пожизненно и не передаётся наследниками (однако дети пожизненных пэров используют такую же почётную титулатуру, как и дети наследственных пэров).

### Баронет
Наследуемая почесть с титулом сэр. Баронетство — не пэрство, его обычно считают разновидностью рыцарства. Как и наследуемые пэрства, баронетства прекратились жаловаться после прихода лейбористской партии к власти в 1964 году. Единственным исключением было сделано для мужа Маргарет Тэтчер — Дениса, — ставшего баронетом в 1991 году.

### Рыцарь
Происходя от средневековых кавалеров, рыцари существуют в кавалерских орденах и в классе, известном как рыцари-бакалавры. Регулярные получатели — судьи Верховного суда и старшие гражданские служащие. Рыцарство даёт титул Сэр; женский эквивалент Дама существует только в кавалерских орденах.

### Прочие ордена
Прочие ордена, знаки и медали не дают титулов, но дают право носителю ставить буквы после имени — например, некоторые ордена королевской семьи.

### Орден св. Иоанна Иерусалимского
Члены Королевского Кавалерского Ордена святого Иоанна (основан 1888) могут носить знаки отличия Ордена, но не имеют отдельного старшинства или титула.

## Старшинство
Рыцари и Леди Подвязки, Чертополоха и Св. Патрика идут перед получившими прочие ордена вне зависимости от степени. Среди остальных орденов, лица с высшим рангом идут перед лицами низшего ранга. Например, Рыцарь Великого Креста старше Рыцаря Командора. Для лиц равного ранга, члены более высокого Ордена идут раньше. Внутри одного ордена, старшинство идёт с того, кто получил почесть раньше. Рыцари-бакалавры идут после рыцарей всех прочих орденов, но перед рангом Командора или низших. Ордена Добродетелей (1902), Компаньонов Чести (1917), Св. Джона (1888) и Индийской Короны (1878) не упорядочены по старшинству.
Жёны рыцарей определённого ранга идут сразу за Дамами этого ранга. Например, жена самого старшего Рыцаря Великого Креста Бани по рангу сразу после самой низшей Дамы Великого Креста Британской Империи.

## Обращение
Для пэров см. Формы обращения в Соединённом королевстве.
Для баронетов используется стиль Sir John Smith, Bt., а для их жён просто Lady Smith. Редкие баронетессы требуют обращения Dame Jane Smith, Btss.
Для рыцарей стиль Sir John Smith, [ буквы после имени ], где буквы после имени зависят от ранга и ордена (для рыцарей-бакалавров буквы не ставятся). Для их жён стиль Lady Smith без букв. Для Дам орденов используется Dame Jane Smith, [буквы].
Получившие ордена Содружества, медали и значки не получают обращения Sir или Dame, но могут ставить буквы после имени, например John Smith, VC.
Рыцари и дамы ордена Св. Иоанна не получают никакого особого обращения.

## Реформа
Реформы системы случаются время от времени. В последнее столетие значительные изменения в систему включают Королевскую Комиссию в 1925 , и после пересмотра в 1993, когда премьер Джон Мейджор создал общую систему номинаций (the public nominations system).
В июле 2004, Public Administration Select Committee (PASC) палаты общин и одновременно Сэр Хейден Филипс, постоянный секретарь в департаменте конституционных дел, завершили пересмотр системы. PASC рекомендовал некоторые радикальные изменения; Сэр Хейден сконцентрировался на процедурных вопросах и на прозрачности. В феврале 2005 Правительство ответило на оба пересмотра выпуском Command paper с детальным описанием принятых изменений. Они включали диверсификацию и открытость системы комитетов отбора кандидатов для почестей в список премьер-министра, а также введение орденских планок.